# Pterodontia notomaculata
Pterodontia notomaculata är en tvåvingeart som beskrevs av Curtis W. Sabrosky 1948. Pterodontia notomaculata ingår i släktet Pterodontia och familjen kulflugor. Inga underarter finns listade i Catalogue of Life.